# Aubertus Miraeus
Aubertus Miraeus of Aubert le Mire (Brussel, 30 november 1573 - Antwerpen, 19 oktober 1640) was een Zuid-Nederlandse humanist, filoloog en historiograaf.

## Leven
Aubert was een zoon van Guillaume (Willem) le Mire en Jeanne Speeckaert te Brussel. Hij studeerde in Dowaai onder Georgius Colvenerius en vervolgens aan de universiteit van Leuven, waar hij een van de sterleerlingen van Justus Lipsius was. In 1596 werd hij zijn baccalaureus in de godgeleerdheid.
Aubert ambieerde een kerkelijke carrière en werd in 1598 kanunnik van de Onze-Lieve-Vrouwekathedraal te Antwerpen. Hij werd vervolgens secretaris van zijn oom Johannes Miraeus, de bisschop van Antwerpen en apostolisch protonotaris.
Daarnaast werd hij in 1608 ook aangesteld als bibliothecaris. Het kapittel gaf aan Miraeus de opdracht om met het stadsbestuur te onderhandelen over een vorm van samenwerking om de collectievorming van de bibliotheek te versterken en een geschikte locatie te vinden. Op 25 september 1608 slaagde hij in zijn opdracht toen het kapittel en het stadsbestuur een akte ondertekenden die zorgde voor de oprichting van een openbare bibliotheek (of bibliotheca publica) voor geestelijken en leken. 
Voorlopig bevond de ‘Camer van de Libraye’ zich nog in het Stadhuis in de veel te kleine ruimte van de vroegere burgerwacht. De nieuwe, uitgebreide bibliotheek kreeg een plaats in het Papenhof achter het koor van de Onze-Lieve-Vrouwekathedraal. De plannen voor de inrichting waren reeds goedgekeurd. Aubertus Miraeus kreeg de opdracht een catalogus van de collectie boeken en handschriften samen te stellen in afwachting van de voltooiing van het project. Zijn goede vriend Franciscus Sweertius doneerde heel wat boeken en vulde, samen met nog andere donateurs, de bestaande voorraad rijkelijk aan. Miraeus gaf zijn catalogus de titel Bibliothecae Antverpianae Primordia (Grondvesten voor de Antwerpse bibliotheek). Er wordt aangenomen dat deze Antwerpse catalogus tevens de eerste bibliotheekcatalogus was die in de Zuidelijke Nederlanden gedrukt werd.
De mooie plannen om van het Papenhof een schitterende stadsbibliotheek te maken gingen uiteindelijk niet door en Miraeus gaf zijn functie van bibliothecaris van de stadsbibliotheek in 1615 op. 
In 1610 zond zijn oom hem naar de Republiek der Zeven Verenigde Nederlanden om zich te verzetten tegen enige belemmeringen, welke de Roomsgezinden in sommige plaatsen van het bisdom (dat over de grenzen heenliep) van de zijde van de Staten-Generaal van de Nederlanden in hun godsdienst ondervonden, en die men in strijd achtte met de bepalingen van het Twaalfjarig Bestand. In 1611 trok hij terug naar de Universiteit van Dowaai om voor enige beurzen, die zijn oom er had gesticht, te zorgen en zou bij deze gelegenheid zijn Licentiaat in de Godgeleerdheid behalen. Kort daarop (1617) werd hij door de aartshertogen Albrecht en Isabella benoemd tot eerste aalmoezenier en hofbibliothecaris te Brussel. Aubertus zou regelmatig reizen tussen Brussel en Antwerpen, waar hij nog steeds verbonden bleef aan het kapittel waarvan hij in 1624 deken werd en vicaris-generaal van de bisschop.
Hij overleed op 19 oktober 1640 in Antwerpen en werd in de kathedraal begraven, waar men zijn grafschrift kan lezen.
Miraeus was een volbloed humanist en onderhield dan ook een levendige correspondentie met verscheidene katholieke geleerden uit de Nederlanden (naast zijn leermeester Justus Lipsius), zoals Andreas Schottus, Rosweydus, Bucherius (Boucher), Cornelis en Hendrik Lancelotus (Lancelotz), Christophorus Butkens, Benedictus Haeftenus, de Rubensen, Franciscus Sweertius, Nicolaas Rockox jr., Gaspard Gevartius en anderen, die hem hielpen bij het samenstellen van zijn werken.